# Томарынъя
Томарынъя (устар. Томарын-Я) — река в Советском районе Ханты-Мансийского автономного округа. Устье реки находится на 229-м км правого берега реки Тапсуй. Длина реки составляет 29 км.

## Данные водного реестра
По данным государственного водного реестра России относится к Нижнеобскому бассейновому округу, водохозяйственный участок реки — Северная Сосьва, речной подбассейн реки — Северная Сосьва. Речной бассейн реки — (Нижняя) Обь от впадения Иртыша.